# 艾倫·圖靈法
艾倫·圖靈法（英語：Alan Turing law）是在英國《2017年警務與犯罪法令》中一項條例的非正式名稱，屬於赦免法律，赦免因英國歷史上反同性性交法律定罪的男性。此條例以第二次世界大戰密碼分析學與電腦先驅艾倫·圖靈命名，他在1952年控以「明顯的猥褻和性顛倒行為」罪並疑似於1954年自殺。本條例在英格蘭和威爾斯施行。
數個相關「艾倫·圖靈法」提案曾被提出，2015年起政府亦將設立相關法律列為政策。2016年10月20日，英國政府宣佈將修正警務與犯罪法令，赦免因之前反同性法律獲罪的人：逝者將获得死后赦免，在世者如通过删除程序成功地将罪行从犯罪记录中删除后将获得自动赦免。另一項將成為艾倫·圖靈法的競爭提案在二讀時在冗長辯論時被阻擋。本法令在2017年1月31日受御准，相關赦免於同日生效。本條例僅赦免依現行標準無冒犯性同性行為的人，因泡公廁、未成年性交或強姦定罪的人並不被赦免。

## 背景
在英格兰和威尔士于1967年、苏格兰于1980年及北爱尔兰于1982年修改法律之前，男男之间的同性性行为一直是非法的。由于这三个地区有不同的司法管辖权，刑法中的很多事项在英国是属于权力下放的事项，因此英国政府只能为英格兰和威尔士制定有关赦免的法律。
艾伦·图灵，其名字非正式地用来命名这项法律提案，是一位数学家、破解密码者及计算机科学的奠基者。他在1952年被判严重猥亵罪，之后于1954年死于可疑的情况下。曼彻斯特威辛顿选区的议员John Leech发起了一场赦免图灵的请愿活动，他认为一直给图灵戴上此项罪名是“极其恶心和完全就是尴尬”的局面。图灵本人在2013年卡梅伦时期通过皇家特权而获得死后赦免。但是同包括Leech、皇家天文学家马丁·里斯和活动家及记者Peter Tatchell等人的请求意愿相反的是，图灵的赦免并没有扩及到被判相同罪行的其他人。为此Leech身为议员在四年内提出了数个提案及发起请愿活动，在2015年英国大选落选之后还坚持请愿活动。

## 提议
戴维·卡梅伦推行的2012年《自由保护法案》引入了删除程序，犯罪记录上记载有“男性间严重猥亵”罪名者可依此申请于法院或雇主进行的犯罪记录检查期间删除这些罪名。但此法案未包括实际赦免。
当还处在反对党地位时，文立彬领导的工党宣布若于2015年大选中当选，将推行一项艾伦·图灵法。 卡梅伦领导的保守党随后宣布了相同的政策。特蕾莎·梅于戴维·卡梅伦辞职后继任首相之时，亦宣布其政府将支持艾伦·图灵法。

## 競爭提案
在2016年6月约翰·尼科尔森议员提交了一份旨在实行这项提议的个人议员提案。2016年10月，保守党内阁宣布在即将通过的《2016年警务和犯罪草案》基础上提出修正案来制订相关的法律修改。这项修正案将给已去世的人提供死后的赦免，让健在的人更容易清洗他们的污名，同时给那些根据2012年《自由保护法案》删除程序已把罪名从犯罪记录中删除的健在者一个自动的赦免。2016年10月21日当尼科尔森的提案在议会辩论时，保守党议员塞缪尔·菲利普·吉马通过冗长辩论来阻挡该提案的进程。警务和犯罪草案的修正案得以通过，并在2017年1月31日得到御准。
这两项提案的不同之处在于如何处理在当今有效法律之下依然是罪行的判例。两项提案都试图排除这些判例，但是尼科尔森的提案给剩下的判例提供自动的赦免，而内阁的提案却需要让申请人通过“删除程序”之后才能获得赦免。这意味着内政部将调查每一个健在者的判例，来确认申请人的定罪在当今法律下不再是罪行，以避免赦免那些犯了与未成年人性交及强奸罪的罪犯。更具争议的是，这意味着那些在公厕里抓获而判刑的人将得不到赦免，因为今天看来他们也会判为“在公共厕所进行性行为”的罪行。内阁认为如果不经过把关的话，那些被判这种罪行的人也可宣称他们已被赦免了。

## 各界反應
公众对法律的实施反映良好，但是也有部分人认为法律做得还不够。活动家George Montague说他将拒绝接受赦免，因为赦免意味着他先前是犯了罪的。他诉求的是政府道歉。
伯明翰大学文化历史教授Matt Houlbrook认为这项决定对那些至今在犯罪记录上标有罪行的男同性恋者们来说具有“象征及实际的重要性”，但他同时指出把艾伦·图灵作为这项法律的标志性人物追溯性地给了图灵一个“同性恋烈士”的身份，而这图灵在他生前并没有诉求过。
由于这项法律及其核查程序只适用于英格兰和威尔士，北爱尔兰及苏格兰的有关团体也在他们的法律辖区内游说实施类似的法律。

## 實行
截至2017年1月，約49,000名男性因2017年警務與犯罪法令获得死后赦免。